# Faucigny

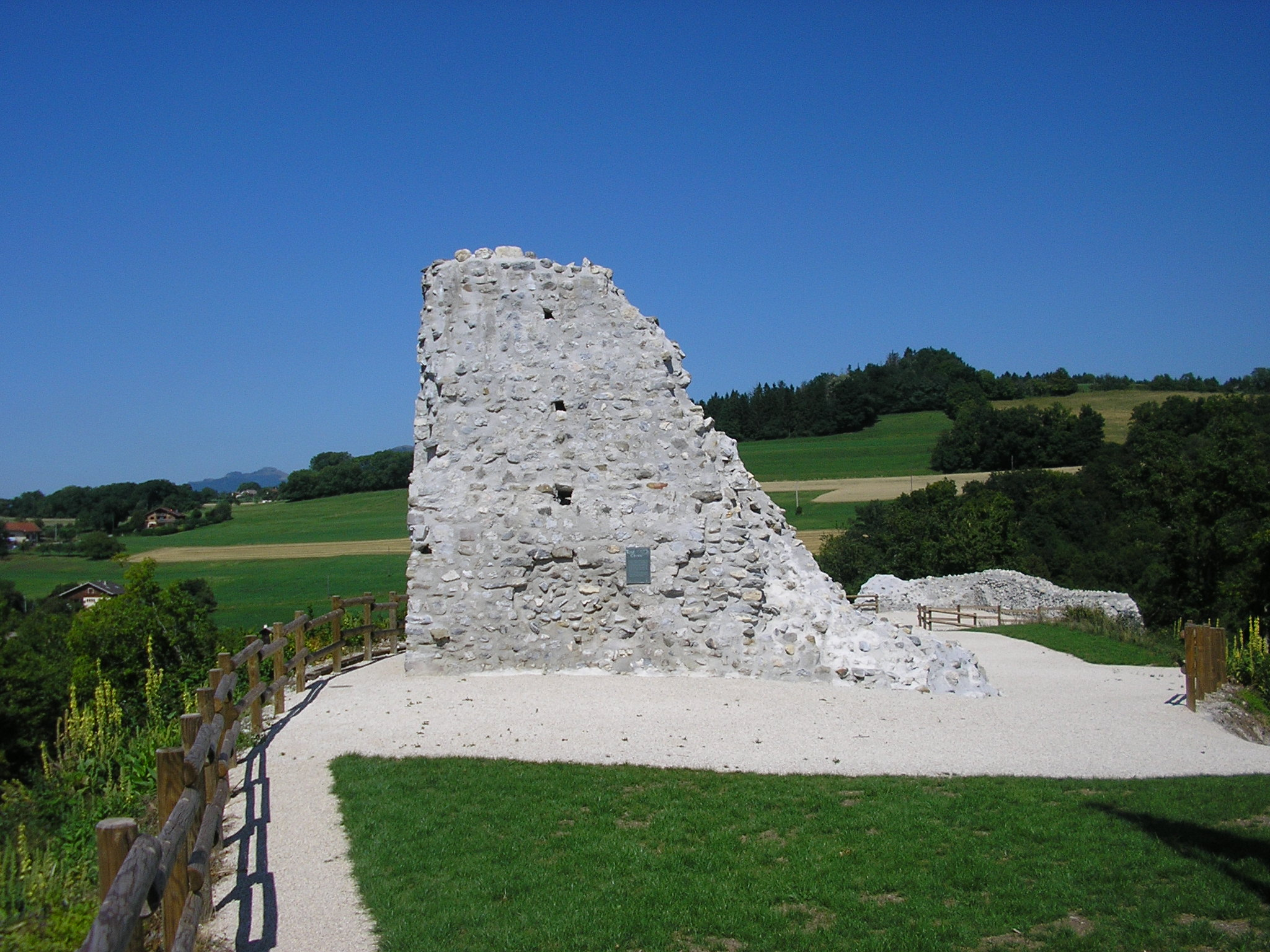
Ruiny zamku z XI w. (2010)

Faucigny – miejscowość i gmina we Francji, w regionie Owernia-Rodan-Alpy, w departamencie Górna Sabaudia.
Według danych na rok 1990 gminę zamieszkiwało 329 osób, a gęstość zaludnienia wynosiła 67 osób/km² (wśród 2880 gmin regionu Rodan-Alpy Faucigny plasuje się na 1301. miejscu pod względem liczby ludności, natomiast pod względem powierzchni na miejscu 1520.).